# Ильина, Наталья Николаевна (лыжница)
Наталья Николаевна Ильина (3 июня 1985, д. Питикасы, Чебоксарский район, Чувашская АССР) — российская лыжница, чемпионка России, чемпионка всемирной Универсиады, всемирных военных игр, чемпионка мира среди юниоров. Мастер спорта России международного класса.

## Биография
Воспитанница Новочебоксарской ДЮСШ № 1. С юниорского возраста представляла Московскую область (г. Подольск) и спортивное общество Вооружённых сил.
На юниорском уровне становилась победительницей и призёром первенств России и всероссийских соревнований, в том числе в 2003 году завоевала золото первенства России в спринте и эстафете в составе команды Московской области, в том же сезоне стала бронзовым призёром на дистанции 10 км, в 2004 году — бронзовым призёром в гонке на 15 км.
На чемпионате мира среди юниоров в 2004 году завоевала золото в эстафете, в 2005 году — золото в гонке на 5 км и серебро в эстафете. Серебряный призёр первенства Европы 2003 года в гонке на 7,5 км и эстафете.
В 2009 году победила в спринте на всемирной зимней Универсиаде в Китае.
На взрослом уровне завоевала ряд наград чемпионата России, в том числе становилась чемпионкой в 2010 году в гонке на 30 км и в эстафете; серебряным призёром в 2016 году в эстафете; бронзовым призёром в 2011 году в спринте, в 2014 году в эстафете в составе сборной Московской области, в 2017 году в командном спринте. Неоднократная победительница и призёр чемпионата Центрального федерального округа, призёр этапов Кубка России. Победительница соревнований «Красногорская лыжня» (2010), «Лыжня России» в Химках (2016).
С сезона 2005/06 до сезона 2015/16 принимала участие в гонках Кубка мира. Лучшим результатом в карьере стало восьмое место в сезоне 2014/15 в гонке на 10 км на этапе в Рыбинске. Также участвовала в Кубке Восточной Европы, стала победительницей одного этапа, а в сезоне 2016/17 заняла третье место в общем зачёте.
Участница чемпионатов мира 2011 года (18-е место в спринте) и 2015 года (36-е место в гонке на 30 км).
Победительница III Всемирных военных игр 2017 года в Сочи в командном спринте.
Завершила спортивную карьеру в 2019 году.